# Oguni (Yamagata)
Oguni (小国町 Oguni-machi?) es un pueblo localizado en la prefectura de Yamagata, Japón. En junio de 2019 tenía una población de 7.199 habitantes y una densidad de población de 9,76 personas por km². Su área total es de 737,56 km².

## Geografía

### Municipios circundantes
- Prefectura de Yamagata
  - Nagai
  - Asahi
  - Nishikawa
  - Iide
- Prefectura de Niigata
  - Shibata
  - Murakami
  - Tainai
  - Sekikawa

## Demografía
Según datos del censo japonés, la población de Oguni ha disminuido en los últimos años.
| Año del censo | Población |
| ------------- | --------- |
| 1995          | 10.715    |
| 2000          | 10.262    |
| 2005          | 9.742     |
| 2010          | 8.862     |
| 2015          | 7.868     |